# Letis fusa
Letis fusa là một loài bướm đêm trong họ Erebidae.